# Andy Panko
Andrew John Panko III, detto Andy (Harrisburg, 29 novembre 1977), è un ex cestista statunitense.

## Palmarès

### Squadra
- Campione CBA (2002)
- Campionato messicano: 1

Fuerza Regia: 2016-17

### Individuale
- CBA Most Valuable Player (2003)
- All-CBA First Team (2003)
- MVP Liga LEB Oro: 1

San Sebastián: 2007-08
- Liga ACB MVP: 1

Lagun Aro: 2011-12